# Candide Chenevaz
Benoît-Charles-Candide Chenevaz (27 septembre 1778, Grenoble - 29 mai 1829, château de Mézieu), est un magistrat et homme politique français.

## Biographie
Il est le fils de Charles-François Chenevaz, avocat consistorial au parlement de Grenoble, et de Germaine Benoite Broal, la Madame Chenevaz que Stendhal a failli tuer en 1787.
Candide Chenevaz fit son droit, devint sous l'Empire, conseiller auditeur à la cour d'appel de Grenoble, et, sous la Restauration, président de chambre à la même cour.
Il s'était rallié, au début de la Restauration, aux royalistes les plus exaltés, et ce fut avec l'appui de l'administration qu'il fut élu député, le 25 février 1824, dans le 1er arrondissement électoral de l'Isère (Grenoble).
Il siégea au centre, prit la parole pour soutenir la loi du sacrilège, et vota pour toutes les propositions ministérielles.
Non réélu dans son arrondissement, le 16 novembre 1827, il passa huit jours après, au collège de département. Il continua de soutenir le ministère de ses votes, et mourut pendant la session.

## Pour approfondir